# Zapyrastra
Zapyrastra é um gênero de mariposa pertencente à família Acrolepiidae.